# Zarządzanie godnościowe
Zarządzanie godnościowe (skr. ZG; ang. dignity based management skr. DBM) jest to paradygmat zarządzania, w którym motywowanie do pracy i zarządzanie procesem pracy oparte jest na potrzebie godności własnej osób pracujących i zarządzających.
Mieszczą się w tym paradygmacie różne autorskie metody motywowania i zarządzania, które podmiotowo traktują pracujących i pozwalają im zaspokajać pracą potrzebę godności własnej. Tworzą styl zaspokajania tej potrzeby zwany etosem pracowniczym organizacji i wynikającą z niego godnościową samokontrolę osób i zespołów pracowniczych. Stwarzają w ten sposób warunki konieczne do zarządzania jakością pracy i jej produktów.
Firma zarządzana godnościowo tworzy godnościowy styl przywództwa zespołów pracowniczych, w którym najemni pracownicy motywowani są i zarządzani tak, jak wolontariusze. Dwoma kluczowymi pojęciami zarządzania godnościowego są anomia pracownicza i etos pracowniczy.
Zarządzanie godnościowe jest przeciwieństwem paradygmatu „kija i marchewki”, w którym za główny motywator do pracy przyjmuje się korzyści materialne, wynagrodzenie jest głównie prowizyjne lub premiowe, na czele zespołów pracowniczych stoją przełożeni wydający polecenia podwładnym, kontrolujący ich wykonanie i odpowiednio do tego stosujący kary i nagrody. W tym paradygmacie mieszczą się metody zarządzania przez instrukcje, zarządzania przez cele, zarządzania strategicznego, etc., w których motywatorem głównym jest korzyść materialna, dominuje kontrola zamiast samokontroli, a relacje pomiędzy pracownikami a menadżerami są przedmiotowe, jedni widzą drugich jako łatwo wymienny składnik procesu pracy. Przedmiotowe traktowanie osób pracujących prowadzi często do metody zarządzania zwanej „wyścigiem szczurów”, w której menadżerowie wykorzystują tzw. ambicję osobistą do porównywania się z innymi poprzez łatwo mierzalne finansowe wyniki pracy.

## Geneza i rozwój koncepcji
Termin zarządzanie godnościowe został wprowadzony przez prof. Marka Kosewskiego w 2010 roku, zastępując wcześniej stosowany przezeń termin zarządzanie przez wartości godnościowe. Określa on społeczno-psychologiczne reguły motywowania do pracy oparte na teorii anomii usprawiedliwień i teorii etosu godnościowego. W roku 2012 pojęcie zarządzania godnościowego poszerzone zostało przez prof. Andrzeja Jacka Bliklego o jego autorskie metody zarządzania wywiedzione z TQM. Od tego czasu obydwaj autorzy rozwijają wspólnie paradygmat zarządzania godnościowego, który jest dostosowany do kultury organizacyjnej polskich przedsiębiorstw i urzędów, stanowiąc jednocześnie syntezę najnowszych koncepcji zarządzania rozwijanych w świecie w XXI wieku.
Korzenie koncepcji zarządzania godnościowego sięgają połowy ubiegłego wieku, odwołują się do demingowskiej koncepcji TQM, do teorii „stylu Y” McGregora, koncepcji „czynników motywacyjnych” Herzberga oraz elementów koncepcji potrzeb i motywów Maslowa.

## Korzyści z wdrożenia
Zarządzanie godnościowe zapewnia zaspokojenie potrzeb wszystkich interesariuszy związanych z zarządzaną organizacją. Pracownicy zyskują godnościową satysfakcję z pracy, angażują w nią idącą z Ego motywację, identyfikują się ze swoją rolą pracowniczą, odnajdują jej sens tak, jak robią to wolontariusze, którym warunki życiowe nie pozwalają zrezygnować z zapłaty. Menadżerowie stają się liderami i zarządzają naturalnie zaangażowanymi pracownikami, mogą polegać na ich samokontroli, dzięki czemu poświęcają mniej czasu na kontrolę wykonywania zadań i mogą zarządzać jakością pracy. W takim środowisku nie występuje zjawisko poniżania innych dla wykazania własnej zawodowej wyższości i rywalizacji charakterystycznej dla „wyścigu szczurów”, do rzadkich incydentów ograniczone są zjawiska anomii pracowniczej i mobbingu. Relacje wewnątrz organizacji polegają na wzajemnej wymianie szacunku, tworząc podstawy dla zaspokajania w trakcie pracy potrzeby własnej godności.
Dzięki samokontroli pracowników klienci otrzymują produkty wyższej jakości, a dzięki ograniczeniu mechanizmów kontrolnych i spłaszczeniu struktury – również tańsze. Płynność kadr jest niska, a panujący klimat organizacyjny sprzyja budowaniu pozytywnego wizerunku firmy w oczach pracowników i klientów. W efekcie właściciele i udziałowcy otrzymują szybszy i wyższy zwrot z inwestycji.